# Gäddsjön (Gällivare socken, Lappland)
Gäddsjön är en sjö i Gällivare kommun i Lappland och ingår i Råneälvens huvudavrinningsområde.